# Алень (коммуна)
Але́нь (фр. Alaigne, окс. Alanha) — коммуна во Франции, находится в регионе Лангедок — Руссильон. Департамент коммуны — Од. Административный центр кантона Алень. Округ коммуны — Лиму.
Код INSEE коммуны — 11004.

## Население
Население коммуны на 2008 год составляло 338 человек.
| 1962 | 1968 | 1975 | 1982 | 1990 | 1999 | 2008 |
| ---- | ---- | ---- | ---- | ---- | ---- | ---- |
| 406  | 385  | 366  | 330  | 290  | 300  | 338  |

## Экономика
В 2007 году среди 207 человек в трудоспособном возрасте (15—64 лет) 123 были активными, 84 — неактивными (показатель активности — 59,4 %, в 1999 году было 64,2 %). Из 123 активных работали 114 человек (68 мужчин и 46 женщин), безработных было 9 (2 мужчин и 7 женщин). Среди 84 неактивных 9 человек были учениками или студентами, 24 — пенсионерами, 51 были неактивными по другим причинам.